# 王汝南
王汝南（1946年9月2日—），中国围棋棋手，安徽合肥人，2003年-2007年任中国棋院院长，曾任中国围棋协会主席，中国象棋协会主席，中日友好围棋会馆馆长，1982年被授予八段。王汝南是中国围棋普及与教育的功勋人士，也是著名围棋对局讲解者。

## 主要著作
- 《弈坛争霸三十年》
- 《攻防指南》
- 《玄玄棋經新解》